# Laleu, Orne

Laleu este o comună în departamentul Orne, Franța. În 1 ianuarie 2022 avea o populație de 361 de locuitori.